# Catephia philippinensis
Catephia philippinensis är en fjärilsart som beskrevs av Alfred Ernest Wileman och Reginald James West 1929.
Catephia philippinensis ingår i släktet Catephia och familjen nattflyn. Inga underarter finns listade i Catalogue of Life.